# Spezializtz
Die Spezializtz sind eine deutsche Hip-Hop-Gruppe aus Berlin. Die Gruppe besteht aus den Rappern Dean Dawson und Harris.

## Bandgeschichte
Bekannt wurden die Titel Kennst ja! (mit Immo) und Afrokalypse (mit Afrob). Das Werk konnte zwar keine nennenswerten Chartpositionen für sich beanspruchen, trotzdem tourten die beiden Berliner durch Deutschland. 1998 erschien das Album G.B.Z.-Oholika über Major Label Columbia/Sony.
Das 2000 erschienene Nachfolgealbum G.B.Z.-Oholika II erschien über den deutschen Ableger des amerikanischen Labels Def Jam. Das Album war erfolgloser als das Erstlingswerk, da Def Jam Germany bei der Vermarktung des Tonträgers Fehler machte und sich das Album inhaltlich nicht sonderlich vom ersten Teil unterschied.
Bis 2002 sind beide Künstler solo oder als Spezializtz auf verschiedenen Alben und Samplern vertreten. Mit dem 2002 erschienenen Sampler G.B.Z. Connectz meldeten sie sich kurzzeitig zurück.
In den folgenden Jahren widmeten sich die beiden Künstler ihren Soloprojekten. Dean Dawson gründete gemeinsam mit DJ Desue das Label Streetlife Records und veröffentlichte zwei Alben. Harris arbeitete unter dem Namen DJ Binichnich und war anschließend auf diversen Veröffentlichungen von Aggro Berlin vertreten.
Im Juli 2007 erschien ihr drittes gemeinsames Album G.B.Z.Oholika III.

## Diskografie

### Studioalben
- 1998: G.B.Z. Oholika
- 2000: G.B.Z. Oholika II
- 2007: G.B.Z. Oholika III

### Singles
- 1998: Babsiflowa
- 1998: Afrokalypse (feat. Afrob)
- 1999: Kennst' Ja
- 2000: Tut was ihr nicht lassen könnt
- 2000: Wollt ihr…?!
- 2000: Chaos (Such a Surge feat. Ferris MC, Spezializtz & DJ Stylewarz)
- 2001: Krieg
- 2007: GBGBGBZ
- 2007: Big Babbaz
- 2007: Kettenreaktion (feat. Sido)

### Sonstige
- 2008: Geht schon (mit D-Flame) (Juice Exclusive! auf Juice-CD #91)

## Belege
1. 1 2  Chartquellen: DE